# Leptura aurulenta
Leptura aurulenta là một loài bọ cánh cứng trong họ Cerambycidae.

## Hình ảnh

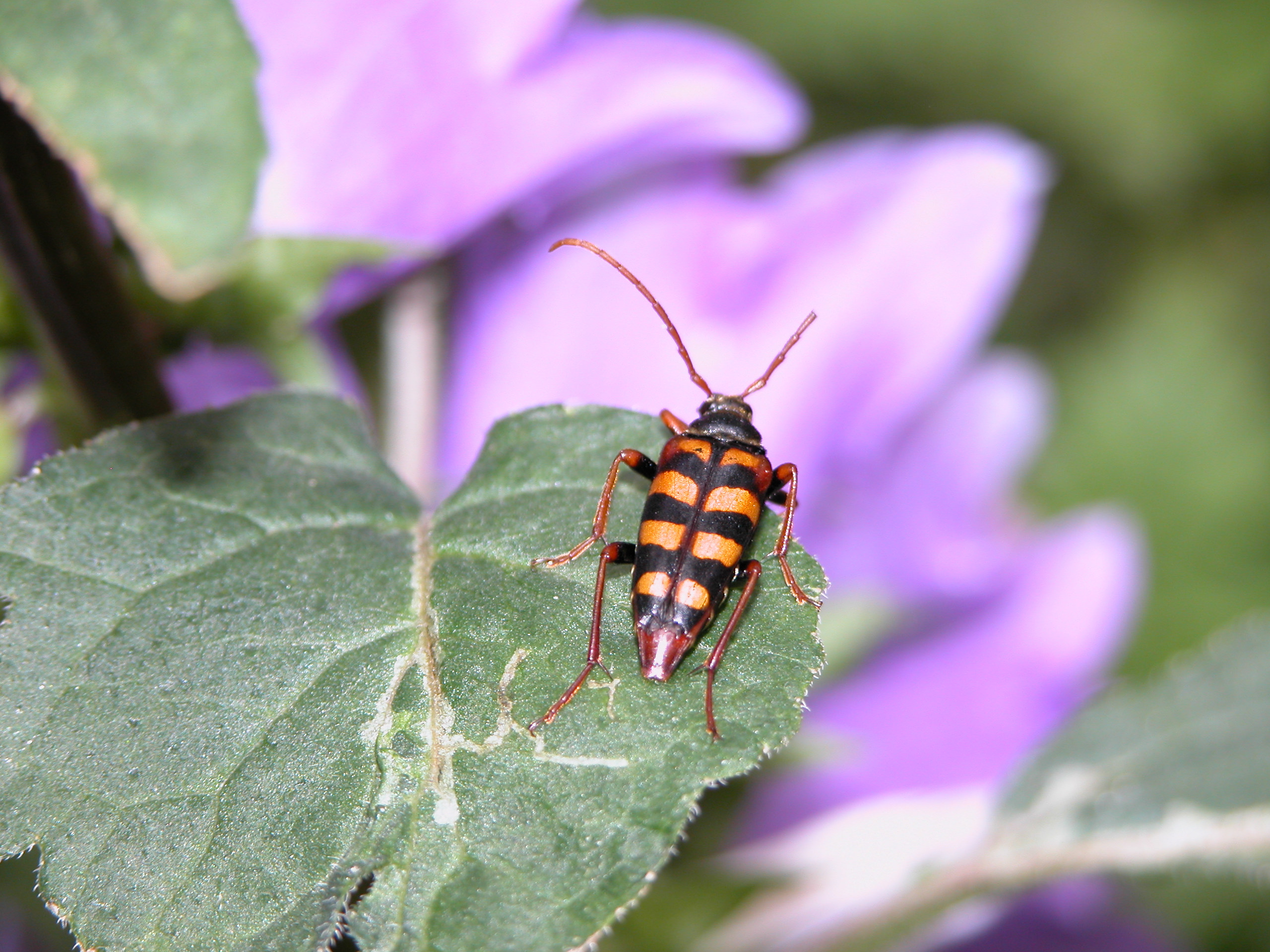
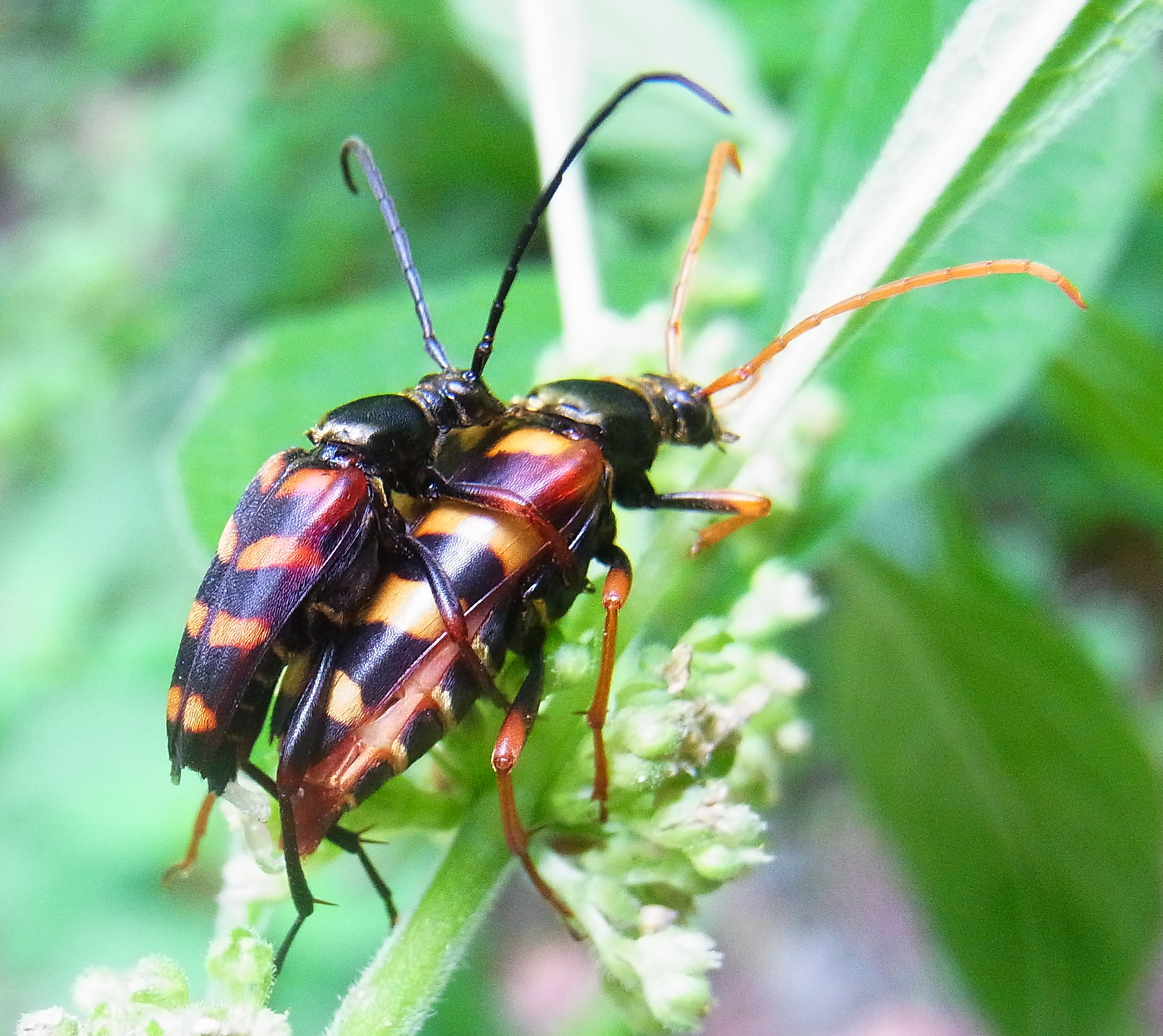
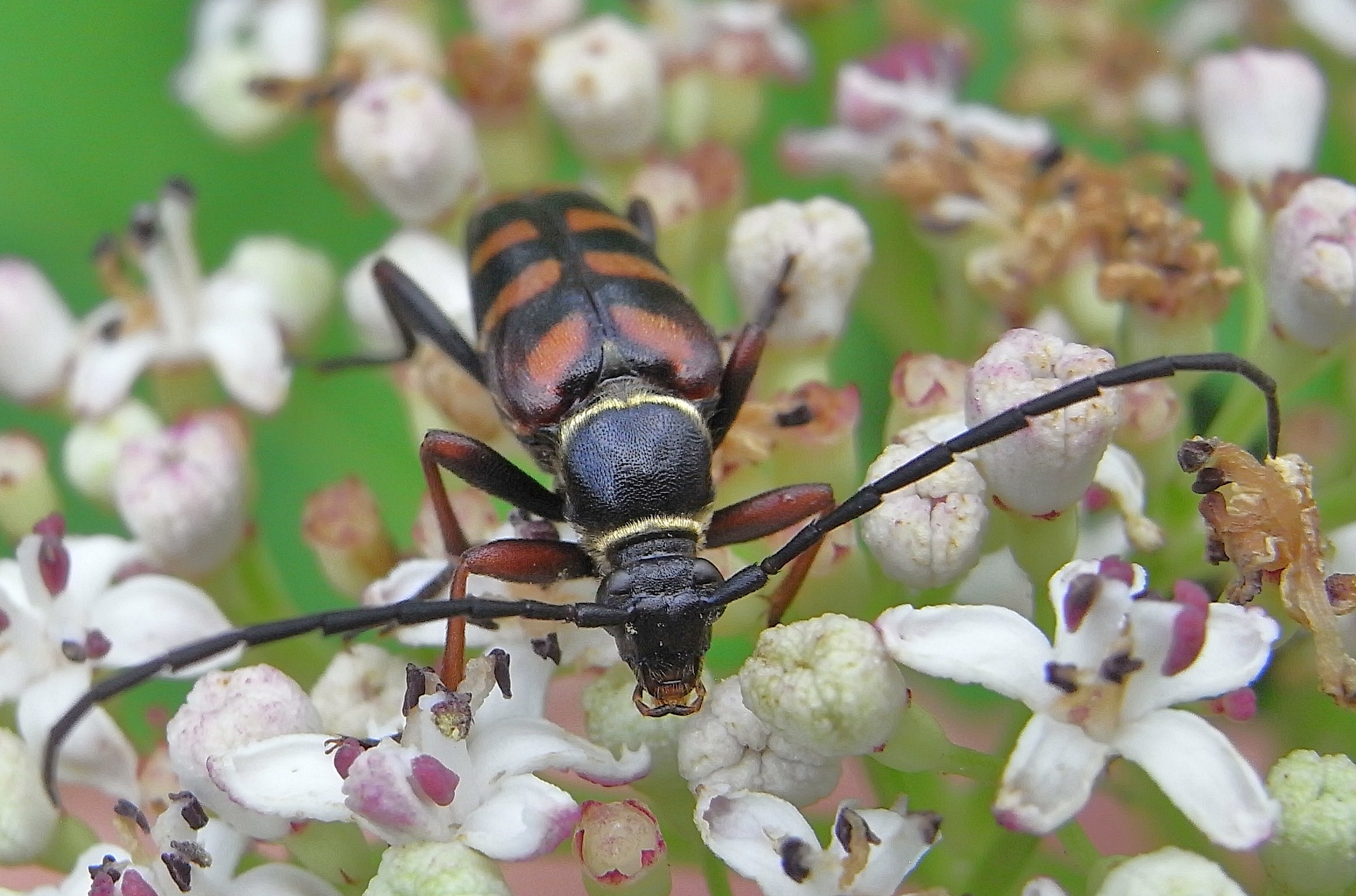
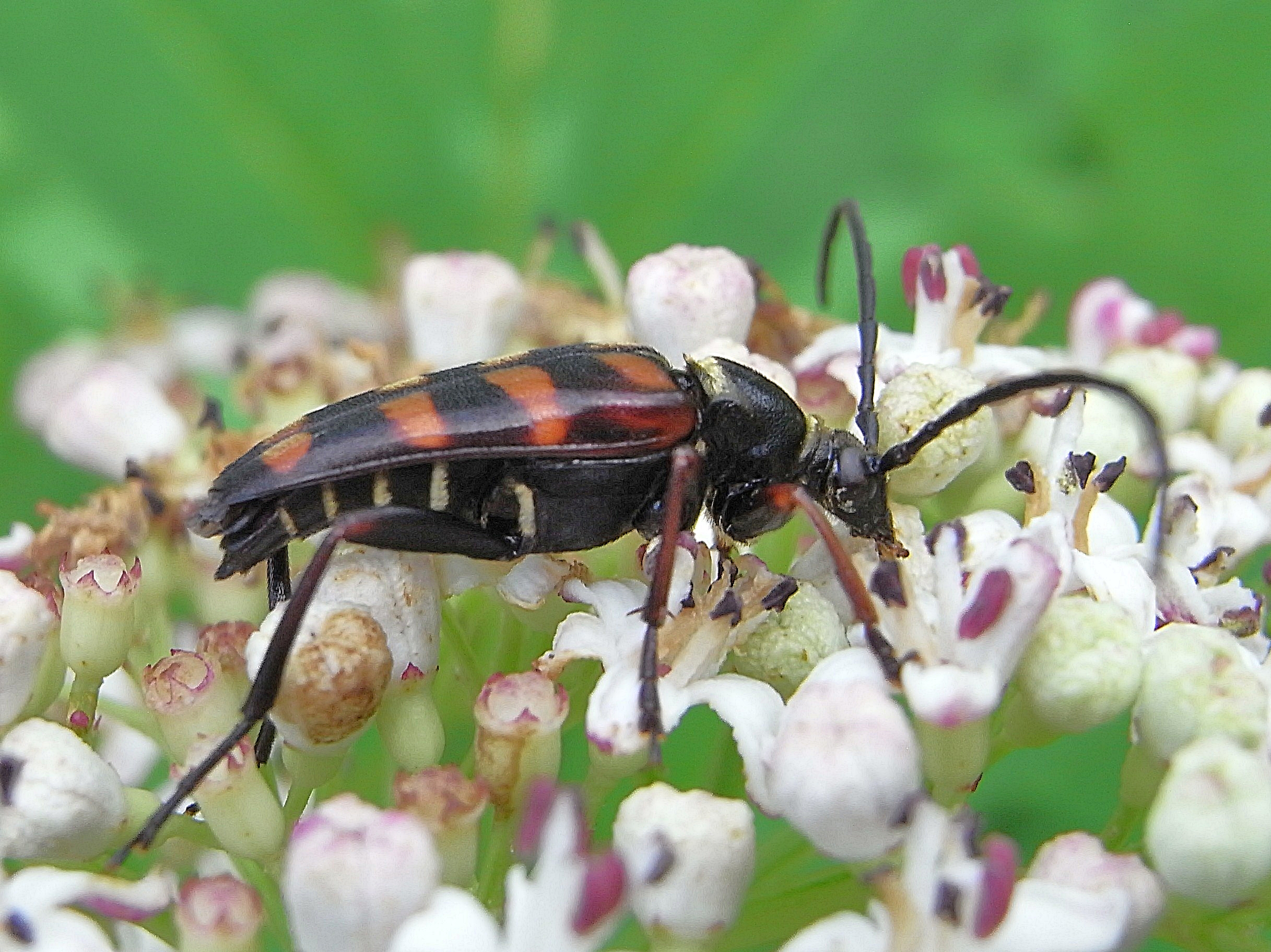